# Bufonia stricta
Bufonia stricta là loài thực vật có hoa thuộc họ Cẩm chướng. Loài này được (Sm.) Gürke mô tả khoa học đầu tiên năm 1899.